# Netpeak
Netpeak (укр. Нетпік) — українська агенція інтернет-маркетингу, одна з найбільших у Східній Європі. Створена в 2006 році в Одесі. Компанія володіє офісами в Україні, США, Болгарії, та Казахстані.
Ряд продуктів Netpeak стали окремими бізнесами, які об'єднані у холдинг Netpeak Group, до якого входять: Inweb, Serpstat, Ringostat, Netpeak Software, Octopus Events, Academy Ocean і Tonti Laguna.

## Історія
Агентство Netpeak було створено 9 червня 2006 року в Одесі Артемом Бородатюком, Андрієм Чумаченком та Дмитром Піскарьовим. Перший час компанія займалася тільки SEO, але з експансією в нові регіони до послуг додалася ще й контекстна реклама та інші послуги у сфері інтернет-маркетингу.
2009 року відкрито офіс у Києві, тоді Netpeak вже мав 300 клієнтів, а 2014 року — відкрито офіси у Болгарії та Казахстані.
В 2014 році Netpeak за $100 тис. викупило 10 % акцій стартапу для швидкого створення сайтів-візиток Q-Page.ru та 20 % в стартапі HTraffic. Наступного року розроблений в Netpeak сервіс аналізу конкурентів Serpstat залучив $250 тис. від інвестиційної компанії Digital Future на розширення функціональності сервісу і вихід на нові ринки. Також у цей рік відбулося офіційне об'єднання продуктів в один загальний холдинг під назвою Netpeak Group.
У 2020 році Netpeak викупило контрольний пакет акції української компанії RadASO, що спеціалізується в ASO.
Влітку 2020 року CEO компанії Артем Бородатюк оголосив про закриття частини офісів та перехід на віддалений режим роботи до кінця 2020 року.
Восени 2018 року Netpeak запустив освітній проєкт Netpeak Cluster, спрямований на виведення малого бізнесу в онлайн. У 2020 році проєкт Netpeak Cluster трансформувався в SaaS.
У серпні 2020 року Netpeak спільно з Мінцифрою запустили безкоштовний освітній курс для підприємців з інтернет-маркетингу.
Щорічно з 2012 року Netpeak проводить в Одесі конференцію з інтернет-маркетингу — 8Р.  У 2020 році підрозділ Netpeak Group івент-агенція Octopus Events купила конференцію eCommerce у компанії OWOX орієнтовно за $100 тис.

## Досягнення
- Premier Google Partner в Україні у всіх категоріях спеціалізацій контекстної реклами.[6]
- Посів 3031 позицію в міжнародному рейтингу Inc. 5000 у 2018 році із темпом зростання — 172 %[18][19]
- Став першим і найкращим діджитал-агентством України в категорії «перформанс» за рейтингом IAB Ukraine і ВРК у 2020 році.[20]